# Tour de France de 1907
O Tour de France 1907, foi a quinta edição da Volta da França realizada entre os dias 8 de julho e 4 de agosto de 1907.
Participaram desta competição 93 ciclistas, chegaram em Paris 33 competidores. O vencedor Lucien Petit-Breton, ciclista da França, alcançou uma velocidade média de 28,47 km/h.
Foram percorridos 4.488 km, sendo a prova dividida em 14 etapas.
A largada aconteceu na Pont Bineau , e a linha final da competição foi no Parc des Princes.
O ciclista Émile Georget seria o virtual vencedor da prova, mas foi penalizado por ter utilizado uma bicicleta emprestada.

## Resultados

### Classificação geral

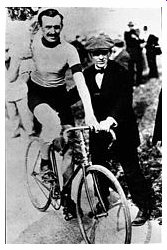
Lucien Petit-Breton
ciclista francês (1882-1917)
1º colocado.

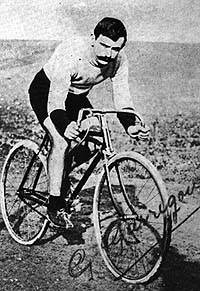
Gustave Garrigou
ciclista francês (1884-1963)
2º colocado.

| Posição | Nome                | País       | Pontos |
| ------- | ------------------- | ---------- | ------ |
| 1       | Lucien Petit-Breton | França     | 47     |
| 2       | Gustave Garrigou    | França     | 66     |
| 3       | Émile Georget       | França     | 74     |
| 4       | Georges Passerieu   | França     | 85     |
| 5       | François Beaugendre | França     | 123    |
| 6       | Eberardo Pavesi     | Itália     | 150    |
| 7       | François Faber      | Luxemburgo | 156    |
| 8       | Augustin Ringeval   | França     | 184    |
| 9       | Aloïs Catteau       | Bélgica    | 196    |
| 10      | Ferdinand Payan     | França     | 227    |

### Etapas
| Etapa | Data        | Percurso           | km  | Vencedor da etapa   | Líder classificação geral |
| 1ª    | 8 de julho  | Paris - Roubaix    | 272 | Louis Trousselier   | Louis Trousselier         |
| 2ª    | 10 de julho | Roubaix - Metz     | 398 | Émile Georget       | Louis Trousselier         |
| 3ª    | 12 de julho | Metz - Belfort     | 259 | Émile Georget       | Émile Georget             |
| 4ª    | 14 de julho | Belfort - Lyon     | 309 | Marcel Cadolle      | Émile Georget             |
| 5ª    | 16 de julho | Lyon - Grenoble    | 311 | Émile Georget       | Émile Georget             |
| 6ª    | 18 de julho | Grenoble - Nice    | 345 | Georges Passerieu   | Émile Georget             |
| 7ª    | 20 de julho | Nice - Nîmes       | 345 | Émile Georget       | Émile Georget             |
| 8ª    | 22 de julho | Nîmes - Toulouse   | 303 | Émile Georget       | Émile Georget             |
| 9ª    | 24 de julho | Toulouse - Bayonne | 299 | Lucien Petit-Breton | Émile Georget             |
| 10ª   | 26 de julho | Bayonne - Bordeaux | 269 | Gustave Garrigou    | Lucien Petit-Breton       |
| 11ª   | 28 de julho | Bordeaux - Nantes  | 391 | Lucien Petit-Breton | Lucien Petit-Breton       |
| 12ª   | 30 de julho | Nantes - Brest     | 321 | Gustave Garrigou    | Lucien Petit-Breton       |
| 13ª   | 1 de agosto | Brest - Caen       | 415 | Émile Georget       | Lucien Petit-Breton       |
| 14ª   | 4 de agosto | Caen - Paris       | 251 | Georges Passerieu   | Lucien Petit-Breton       |

CR = Contra-relógio individual
CRE = Contra-relógio por equipes